# Flamand de France
Pour les articles homonymes, voir Flamand.
Cet article concerne la langue. Pour le peuple, voir Flamands de France.
Le flamand de France, (Vlaemsch van Frankryke, [vlamʃ fãn frankrik]), ou flamand français (autonyme : Fransch Vlaemsch, [frãnʃ flamʃ]) est la variété du flamand occidental qui est traditionnellement utilisée en France dans le département du Nord. D'autre part, ce dialecte est subsistant dans quelques localités du Pas-de-Calais au XIXe siècle.
D'après l'Institut national de la statistique et des études économiques (Insee), le nombre de ses locuteurs est de 60 000 en 1999, soit une forte baisse par rapport à 1806, date à laquelle l'enquête linguistique de Montbret en compte 156 973.

## Statut et spécificités
Il est officiellement reconnu par la République française comme l'une des langues régionales de France. Bien que référencé par la Délégation générale à la langue française et aux langues de France (DGLFLF) sous le nom de « flamand occidental », le flamand français se différencie du flamand oriental (Oost-Vlaams) et du flamand occidental (West-Vlaams), dont il est un dialecte, stricto sensu par certains éléments de sa grammaire, de sa prononciation (par exemple, le phonème /ʃ/ n'existe pas en néerlandais standard) et par sa graphie, restée traditionnelle et fidèle au vieux flamand de la région (par exemple, maintien de ‹ ae ›, prononcé [ɒː] ou [ɔː], qui correspond au néerlandais standard ‹ aa ›, lui prononcé [aː]).
Par ailleurs, l'Institut de la langue régionale flamande (ANVT) fédère des associations et des élus de l'arrondissement de Dunkerque (de Dunkerque à Armentières) et a pour objectifs généraux de sauvegarder, transmettre et promouvoir le flamand français dans la vie sociale, culturelle et économique mais aussi d'obtenir des pouvoirs publics qu'il puisse être enseigné en tant que langue régionale de France.

## Appellation
En 1858, Jules de Saint-Genois indique que « de Vlamingen van Frankryk spreken plat-Vlaemsch ». Ce passage est traduit en 1902 par Albert Bril : « les Flamands de France parlent plat-vlaemsch », où le terme plat-vlaemsch est une variante de plat Vlaams qui veut dire « patois flamand » voire « bas flamand » si on fait l'analogie avec Plattdeutsch (bas allemand).
Les appellations Fransch Vlaemsch (flamand français) et Vlaemsch van Frankryke (flamand de France), permettent de marquer une différence avec le flamand de Belgique, qui peut être géographique, linguistique, historique, etc.
Le mot vlaemsch est aussi employé seul pour désigner ce dialecte de France, ; celui-ci s'écrit également vlamsch donc sans [e].

## Histoire

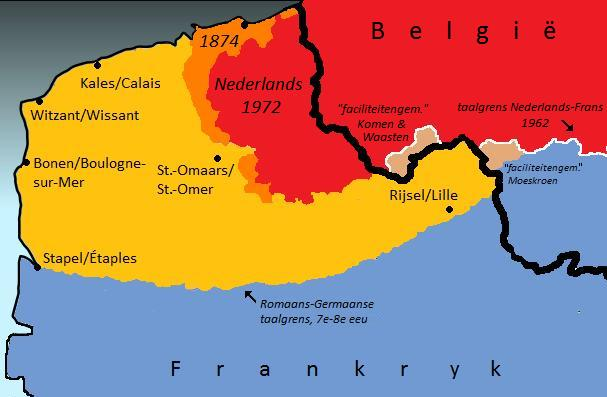
Aire linguistique thioise puis flamande au cours des siècles, en France.
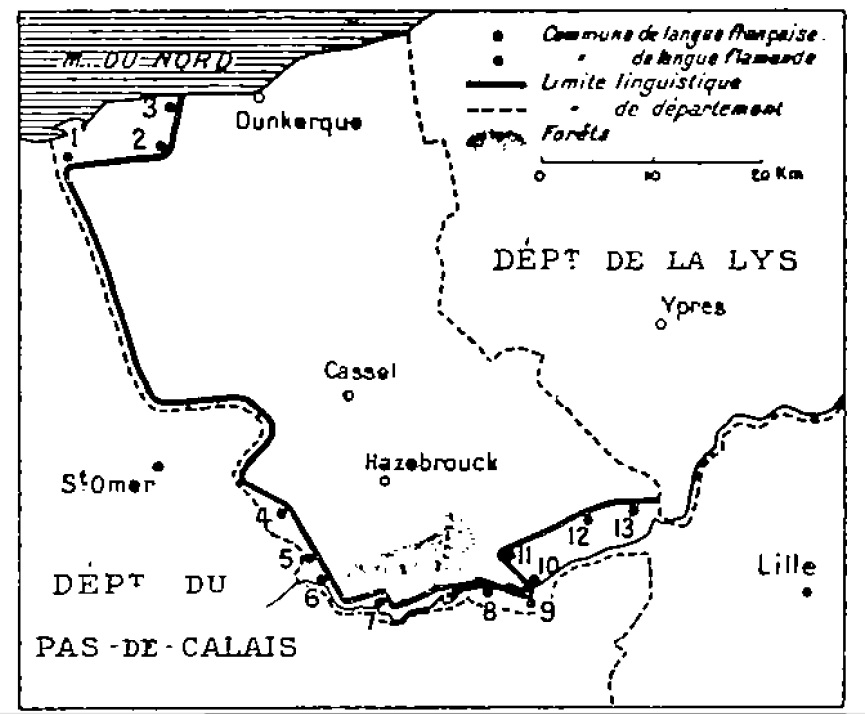
La limite linguistique français/flamand à l'époque du premier Empire (1804-1815).
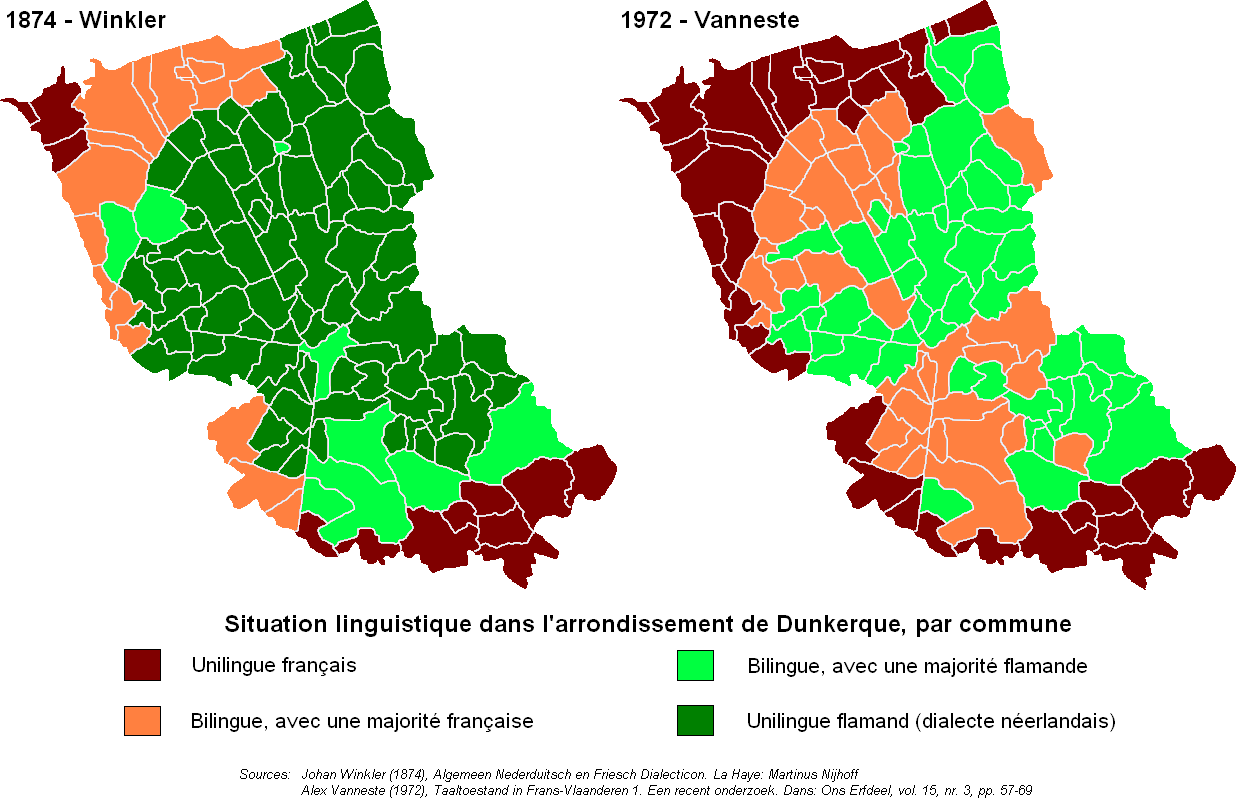
Situation linguistique dans l'arrondissement de Dunkerque, en 1874 et 1972.

L'ancêtre du flamand était autrefois parlé dans l'actuelle France métropolitaine sur une aire bien plus étendue qu'au XXIe siècle (voir carte ci-avant). Cela se reflète aussi dans la toponymie du Nord-Pas-de-Calais, comme une ville comme Wissant, où on reconnait facilement le « Witsant » flamand (sable blanc). 
Les chambres de rhétorique attestent d'une vie intellectuelle en flamand en Flandre française. Ces sociétés créées au XVe siècle organisaient les fêtes religieuses dans les villes et villages (celle d'Eecke date de 1542). Elles organisaient des concours pour « maintenir la pureté de la langue flamande dans sa forme et sa prononciation » et promouvoir la poésie en flamand. Ces concours étaient publics. Certaines chambres ont subsisté jusqu'au XIXe siècle, voire jusqu'au XXe siècle dans le cas de la chambre restaurée d'Eecke.
Natif de la Flandre française, le poète et dramaturge Michel de Swaen est un écrivain néerlandophone du XVIIe siècle. Dans ses pièces, les gens du peuple parlent en flamand alors que les nobles parlent une forme écrite fortement influencé par le brabançon et le hollandais.

### XIXesiècle
Au début du XIXe siècle, dans l'arrondissement de Dunkerque et dans celui d'Hazebrouck, toutes les communes sont de langue flamande, à l'exception de trois communes de l'arrondissement de Dunkerque qui sont exclusivement de langue française, à savoir : Gravelines, Loon et Mardick, ainsi que dix communes de l'arrondissement d'Hazebrouck qui sont pareillement uniquement de langue française, à savoir : Blaringhem, Boeseghem, Thiennes, Haverskerque, Merville, La Gorgue, Estaires, Neuf-Berquin, Steenwerck et Nieppe. Par ailleurs, à Holque et Saint-Momelin on parle aussi français mais en concurrence avec le flamand et, dans l'arrondissement de Lille, il n'y a que la commune de Wervicq-Sud qui est de langue flamande à cette époque.
Selon une lettre du préfet du 13 septembre 1806, sur les 671 communes du département du Nord, 99 sont flamandes et 572 sont françaises. Toujours en 1806, il y aurait eu 155 712 locuteurs du flamand dans le département du Nord et 1 261 dans le Pas-de-Calais. En 1807, d'après une lettre d'un sous-préfet, les habitants des communes de Clairmarais, Ruminghem et des faubourgs de Saint-Omer continuent de parler leur « flamand corrompu ». Ils s'en servent avec le français qu'ils pratiquent plutôt que leur flamand  [sic].
D'après Abel Hugo, vers 1835, la langue flamande était la langue usuelle dans les arrondissements d'Hazebrouck et de Dunkerque. Cependant, tous les habitants connaissaient et parlaient aussi le français, ce dernier point étant une conquête de la révolution. Cinquante ans auparavant, on ne trouvait pas en Flandre un fermier sur vingt qui pût s'exprimer autrement que dans son idiome maternel.
En 1845, dans le Pas-de-Calais, les localités de Clairmarais, Saint-Folquin, le Haut-Pont, Saint-Omer-Cappelle, Oye, Ruminghem et Vieille-Église, étaient des lieux où l’on parlait encore flamand.
La Commission historique du département du Nord, en 1845, et le Comité flamand de France, d'une manière plus complète, en 1857, ont constaté la situation linguistique dans le nord de la France. Il en résulte que sur 59 communes dont se composait l'arrondissement de Dunkerque, 40 parlaient exclusivement flamand ; 2 exclusivement français ; 5 flamand et français, le flamand dominant ; 13 français et flamand, le français dominant.
Avant leur incorporation définitive à la France, les habitants de l'arrondissement de Dunkerque parlaient exclusivement la langue flamande. Cet état de choses ne s'était pas considérablement modifié en 1862. Une notable partie de la population connaissait la langue française en 1862 ; mais le plus grand nombre des habitants et surtout ceux qui appartenaient à la classe ouvrière et agricole, continuaient de parler flamand à cette époque. 
Vers 1863, la langue parlée par les habitants de l'arrondissement d'Hazebrouck, et principalement par la classe ouvrière et agricole, était la langue flamande. Il résulte d'un travail statistique établi en 1857, que sur 53 communes dont se composait l'arrondissement, 31 parlaient exclusivement flamand ; 8 exclusivement français ; 11 flamand et français, le flamand dominant ; et 3 français et flamand, le français dominant.

### XXeetXXIesiècles

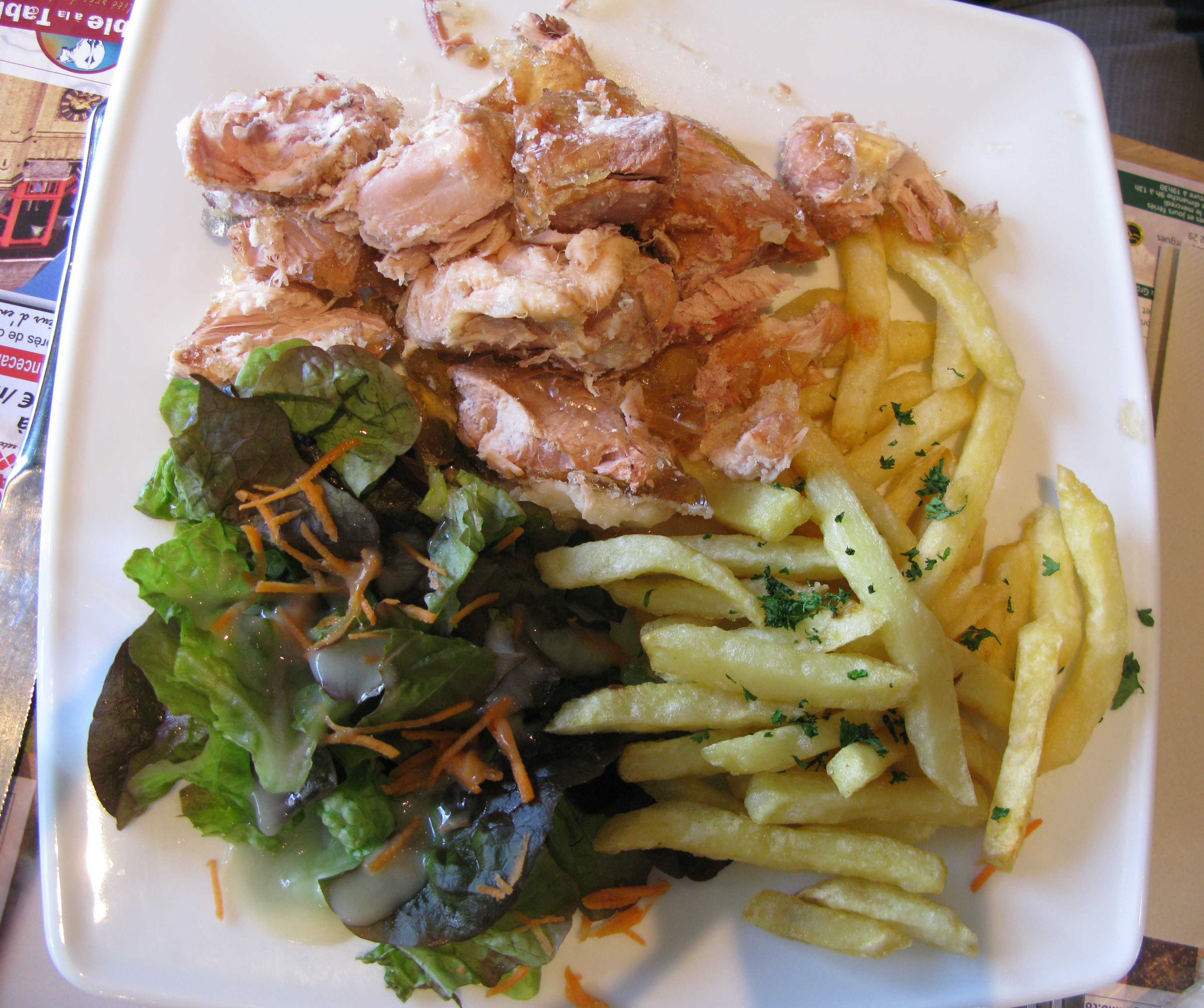
Le Potjevleesch signifie « petit pot de viandes » (pot signifie « pot », -je est un suffixe diminutif et vleesch signifie « viande » en flamand occidental).

Un recensement de 1911 révèle que 75 % des maraîchers de Saint-Omer parlent le flamand occidental.
En 1972, Alex Vanneste réalise une nouvelle étude de la situation linguistique dans l'arrondissement dunkerquois, il en résulte que la langue française a gagné du terrain par rapport à 1874 puisque toutes les communes anciennement bilingues avec une majorité francophone sont désormais unilingues français.
En 1978, radio Uylenspiegel est créée à Cassel, d'abord comme radio pirate puis sur la FM en 1982, avec pour vocation de promouvoir la langue et la culture flamandes. En 2002, 10 % de ses émissions sont diffusées en flamand. De plus, trois revues régionales, à savoir Platch'iou (1981-2000), Revue de l'Houtland (1979-2001) et Yser houck (depuis 1989), consacrent régulièrement des articles à divers aspects du flamand en France et comprennent des textes en flamand régional ou en néerlandais.
D'après l'enquête de l'INSEE menée conjointement avec le recensement de 1999, la langue flamande, qui concerne plus ou moins 60 000 locuteurs de plus de 18 ans, est surtout déclarée par les générations les plus anciennes. La proportion de locuteurs est divisée par 13,3 pour le flamand, entre les gens âgés de plus de 60 ans et les moins de 25 ans. Le taux de conservation de la langue flamande, défini comme la proportion des adultes ayant entendu leurs parents parler le flamand et qui eux aussi l'utilisent, fût-ce occasionnellement, est de l'ordre du tiers (33 %), cette proportion atteint 42 % chez les agriculteurs. Le chiffre de 33 % comme taux de conservation implique celui de 11 % seulement de conservation après deux générations, c’est-à-dire en plus ou moins 60 ans. Parmi les flamandophones, une grosse moitié appartiennent aux catégories des ouvriers et des employés, et 11 % sont agriculteurs.
Au début du XXIe siècle, le flamand français n'est plus guère parlé que dans l'arrondissement de Dunkerque, jusqu'à Armentières, à l'ouest de Lille (la « capitale des Flandres » qui n'a jamais été flamandophone). Dans les années 1980 et 1990, grâce à l'action de l'association Tegaere Toegaen, le flamand français est enseigné dans plusieurs collèges, comme LV3 « langue et culture régionale flamande » ou en club, ainsi que dans quelques écoles primaires. Dans les années 1990, une « option flamand » est proposée à l'École normale. Depuis le milieu des années 2000, à la demande de l'Institut de la langue régionale flamande, le flamand est de nouveau enseigné en primaire dans quelques établissements dans le cadre d'une expérimentation.
De nouvelles perspectives pour le « sauvetage » du flamand de France s'ouvrent avec l'Office public du flamand-occidental dont la création a été votée le 27 mars 2018 par la commission permanente du Conseil régional des Hauts-de-France. Cet office est le cinquième du genre en France après celui de la langue basque (GIP créé en 2004), celui de la langue bretonne (EPCC créé en 2010), celui de la langue occitane (EPCC créé en 2015) et celui de la langue catalane (GIP créé en 2016).